# Kabupaten Tulangbawang
Kabupaten Tulangbawang är ett kabupaten i Indonesien.   Det ligger i provinsen Lampung, i den västra delen av landet, 260 km nordväst om huvudstaden Jakarta. Antalet invånare är 416 567.